# ＃ジューロック
#ジューロック (じゅーろっく)は2020年6月21日にデビューした日本の女性アイドルグループ。
「Music is BORDERLESS」をテーマに、名古屋市16区を拠点に活動する。所属事務所はFreeK-Laboratory。

## 概要
既に東京において「//ネコプラ//」や「chuLa」などのアイドルグループを運営していた合同会社FreeK-Laboratoryの名古屋支部第1弾グループとして、2020年6月21日に伏見ライオンシアターにてデビュー。
グループ名は、名古屋市の行政区が16区あることから来ており、「名古屋を原点に、世界へ飛び出すこと」を目標に活動している。
デビュー半年後には「最果ての旅」と称し、日本の東西南北端へメンバーが足を運び、グループを宣伝するという活動を行った。
最終的にその過程はオリジナル曲『最果ての旅』のドキュメンタリーMVとして公開された。

## 略歴

### 2020年
- 6月16日、「#ジューロック 〜Debutへと続く道。〜あいさつ会」としてメンバーをお披露目。
- 6月18日、お披露目リハーサルライブとして、3日間、オリジナル曲を公開[3]。
- 6月21日、『#ジューロック お披露目LIVE 〜ここがスタートライン。〜』（伏見ライオンシアター）にてデビュー[4]。
- 7月2日、公式Twitterと、清水、椎名以外のメンバーTwitterが凍結される[5]。
- 8月13日、1stワンマンライブ「夏にカケル」（名古屋ReNY limited）を開催。
- 9月19日、東京1stワンマンライブ「秋にカケル」（新宿BLAZE）を開催。
- 9月21日、東京2ndワンマンライブ「無敵はっぴーピーポ」（日本丸メモリアルパーク）を開催[6]。
- 12月20日、2ndワンマンライブ「#ジューロック ZeppワンマンLIVE『キミがいてボクがいて輝く未来 〜デビュー半年の奇跡〜』」をZepp Nagoyaにて開催[7]。

### 2021年
- 1月27日、中京テレビにて、シャニムニ＝パレードとの冠番組『＃しゃにむにロック 〜型破りな女たち〜』が放送開始[8][9]。
- 3月13日、新メンバーとして白石杏・高地なな・黒木真里亜・西野ふうかの4名が加入[10]。
- 3月21日、単独ワンマン「新メンバーお披露目公演〜１番大切な君に届けたい。〜」(名古屋ReNY limited)にて、3月13日にお披露目した新メンバー4名がデビュー[11]。
- 4月10日、1st東名阪ツアー「#イヤフォンを超えて」をZepp Nagoyaにて開催。その後4月18日に大阪なんばHatch、4月26日に東京・渋谷のTSUTAYA O-EASTにてそれぞれ開催。

### 2022年
- 4月22日、新メンバーとして松永あむ・斉藤留衣・深澤りこ・相沢ゆずの4名が加入、清水美早が5月4日の卒業予定を発表[12]。
- 5月4日、「#ジューロック単独〜清水美早卒業公演〜」（名古屋ReNY limited）にて、清水美早が卒業[13]。
- 5月5日、「アナフェス名古屋 〜GW SP!!〜DAY２」（名古屋ReNY limited）にて、新メンバー4名がプレデビュー[14]。この時点では担当色未定で、先輩メンバーの初期衣装で出演。
- 6月18日、「NAGOYA GIRLS FESTIVAL」にて、新メンバー4名が正式デビュー。
- 7月16日 - 18日に行われた「TOKYOアイドル博LIVE!」（東京・お台場青海R地区）に連日出演[15]。
- 8月13日 - 9月18日、「夏の全国ツアー16本勝負!!」。
- 10月20日、8月後半から活動休止[16]していた加藤真凛が活動終了。同時に、白石杏が11月21日・西野ふうかが11月27日・村瀬めぐが2023年1月5日の卒業予定を発表[17]。

### 2023年
- 1月5日、夢月あいと蒼乃萌衣の加入を発表[18]。
- 3月13日、黒木真里亜が卒業[19]。
- 4月2日、深瀬くらげが加入[20]。
- 9月10日、相沢ゆずが卒業[21]。
- 12月7日、12月21日をもって松永あむが、12月29日には篠宮すずね・深澤りこが卒業することを発表[22]。それに伴い、新メンバーオーディションを開催する。

### 2024年
- 6月13日、華瀬いろが加入[23]。
- 8月13日、華瀬いろが、「モチベーションの低下」を理由に活動を終了することを発表[23]。

## メンバー
2024年5月4日現在
| 名前                       | 愛称 | 生年月日（年齢）      | 出身地 | 担当色   | 活動期間        | 備考 |
| -------------------------- | ---- | --------------------- | ------ | -------- | --------------- | ---- |
| 斉藤留衣 さいとう るい     |      | 1998年3月25日（27歳） | 愛知県 | 緑→ 黄   | 2022年4月22日 - |      |
| 蒼乃萌衣 あおの めい       |      | 2004年7月12日         |        | ピンク   | 2023年1月5日 -  |      |
| 白桃なる しらと なる       |      |                       |        | 白       | 2024年5月4日 -  |      |
| 天ノ川ゆめ あまのがわ ゆめ |      |                       |        | オレンジ | 2024年5月4日 -  |      |
| 甘唯しの あまい しの       |      |                       |        | 緑       | 2024年6月13日 - |      |
| 華藤響 かとう ひびき       |      |                       |        | 赤       | 2024年8月17日 - |      |
| 櫻月りお さつき りお       |      | 2008年5月24日(17歳)   |        | 紫       | 2025年6月15日-  |      |

### 旧メンバー
- 備考欄にあるニックネームは「#しゃにむにロック ～型破りな女たち～」でのテロップに基づくもの。

| 名前                       | 愛称       | 生年月日（年齢）       | 出身地         | 担当色         | 活動期間                       | 備考                                                            |
| -------------------------- | ---------- | ---------------------- | -------------- | -------------- | ------------------------------ | --------------------------------------------------------------- |
| 須藤あすか すどう あすか   |            | 1998年6月30日（26歳）  | 京都府         | 白             | 2021年11月25日 - 2021年12月9日 | 元:メテオノミコン(星名あずみ) ワッツ◎さーくるとの交換留学で在籍 |
| 南めい みなみ めい         |            | 1998年5月1日（27歳）   | 鹿児島県       | ピンク         | 2021年11月25日 -2021年12月9日  | ワッツ◎さーくるとの交換留学で在籍                               |
| 白間沙希 しろま さき       | さきちゃ   | 1998年4月5日（27歳）   | 千葉県         | 黄色           | 2020年6月 -2022年              | "カリスマ白間"                                                  |
| 椎名りあ しいな りあ       | りあてょ   | 1999年6月9日（26歳）   | 愛知県名古屋市 | ピンク         | 2020年6月 -2022年              | "サバイバル椎名"                                                |
| 朝倉さゆ あさくら さゆ     | さゆち     | 2003年1月21日（22歳）  | 岐阜県         | オレンジ       | 2020年6月 -2022年              | "おてんば朝倉"                                                  |
| 高地なな たかち なな       | なな       | 2002年6月27日（22歳）  | 岐阜県         | 白             | 2021年3月13日 -2022年          | "ムラムラ高地"                                                  |
| 清水美早 しみず みさ       | みさまる   | 1999年11月29日（25歳） | 愛知県         | 赤             | 2020年6月 -2022年5月           | "ガッツ清水" ミス東スポ2025審査員特別賞受賞                     |
| 加藤真凛 かとう まりん     | まりん     | 1999年6月10日（26歳）  | 埼玉県         | 緑             | 2020年6月 -2022年10月20日      | 元seeDream→Fragrant Drive "省エネ加藤"                          |
| 黒木真里亜 くろき まりあ   | まりあ     | 2002年5月23日（23歳）  | 愛知県         | 青             | 2021年3月13日 -2023年3月13日   | "ぬるま湯黒木"                                                  |
| 白石杏 しらいし あん       | あん       | 2000年1月4日（25歳）   | 愛知県         | ホットピンク   | 2021年3月13日 -2022年11月21日  | "ピュア白石"                                                    |
| 西野ふうか にしの ふうか   | ふーちゃん | 2001年3月14日（24歳）  | 愛知県名古屋市 | 黄緑           | 2021年3月13日 -2022年11月27日  | "ゲラ西野"                                                      |
| 村瀬めぐ むらせ めぐ       | めぐたん   | 1997年11月4日（27歳）  | 東京都         | 紫             | 2020年6月 -2023年1月5日        | "アンニュイ村瀬"                                                |
| 相沢ゆず あいざわ ゆず     |            | 2005年11月17日（19歳） | 愛知県         | 水色→ オレンジ | 2022年4月22日 -2023年9月10日   |                                                                 |
| 松永あむ まつなが あむ     |            | 1997年11月10日（27歳） | 広島県         | 紫→ 白         | 2022年4月22日 -2023年12月21日  |                                                                 |
| 篠宮すずね しのみや すずね | ねぴちゃん | ????年5月14日          | 愛知県         | 水色           | 2020年6月 -2023年12月29日      | "撮れ高ハンター篠宮"                                            |
| 深澤りこ ふかざわ りこ     |            | 2000年2月15日（25歳）  | 神奈川県       | 赤             | 2022年4月22日 -2023年12月29日  |                                                                 |
| 夢月あい むつき あい       |            |                        |                | 紫             | 2023年1月5日 -2024年5月3日     |                                                                 |
| 深瀬くらげ ふかせ くらげ   |            |                        |                | 緑             | 2023年4月1日 -2024年5月3日     |                                                                 |
| 華瀬いろ はなせ いろ       |            |                        | 東京都         | 赤             | 2024年6月13日 - 2024年8月13日  |                                                                 |
| 氷麗しずく つらら しずく   |            |                        | 大阪府         | 水色           | 2024年6月13日 -2025年5月21日   |                                                                 |

## 作品

### CDシングル
|   | 発売日         | タイトル                                     | 規格品番   | レーベル                         |
| - | -------------- | -------------------------------------------- | ---------- | -------------------------------- |
| 1 | 2021年10月27日 | We are “FreeK”【Type-I】(#ジューロック Ver.) | TKCA-75018 | 徳間ジャパンコミュニケーションズ |

### 配信限定シングル、他
|    | 曲名                                       | クレジットなど                                                                                               | 公開日         | 配信日                           |
| -- | ------------------------------------------ | --- | -------------- | -------------------------------- |
| 1  | 史上最強うぇぽん -名古屋ver.-              | - chuLaのカバー曲 - 作詞：采&k.o. - 作曲：83                                                                 | 2020年6月18日  |                                  |
| 2  | ソンザイショウメイ16区                     | - 作詞：k.o. - 作曲：すえくん                                                                                | 2020年6月19日  | - 2020年10月13日 - 2021年6月11日 |
| 3  | サカサラブ                                 | - 作詞：YASO - 作曲：すえくん - 振付：Az+                                                                    | 2020年6月20日  | - 2020年10月13日 - 2021年6月11日 |
| 4  | KissKiss                                   | 作詞作曲撮影編集：Zactori                                                                                    | 2020年6月21日  | - 2020年8月13日 - 2021年6月11日  |
| 5  | 未完成な僕らだけど何度だって駆け出すんだ。 | 作詞作曲：Zactori                                                                                            | 2020年7月29日  | 2021年6月18日                    |
| 6  | 夏にカケル                                 | - 『夜に駆ける』のオマージュ曲 - 作詞：k.o. - 作曲：すえくん - 編曲：T-Sugar - 編集：Zactori                 | 2020年8月2日   | - 2020年10月13日 - 2021年6月18日 |
| 7  | 無敵はっぴーピーポ                         | - 作詞作曲：ANDW - 編曲：大沢圭一                                                                            | 2020年9月19日  | 2021年6月18日                    |
| 8  | キミに恋をしたんだ。                       | 作詞作曲：Zactori                                                                                            | 2020年11月1日  | 2021年6月25日                    |
| 9  | 最果ての旅                                 | - 作詞：#ジューロック - 作曲編曲：すえくん                                                                   | 2020年12月20日 | - 2020年12月20日 - 2021年6月25日 |
| 10 | キミがいてボクがいて輝く未来               | 作詞作曲：Zactori                                                                                            | 2020年12月20日 | 2021年6月25日                    |
| 11 | 閃光カタルシス                             | 作詞作曲：Zactori                                                                                            | 2020年12月20日 | 2021年7月2日                     |
| 12 | #味噌カツファイター                        | 作詞作曲：Zactori                                                                                            | 2021年3月13日  | 2021年7月2日                     |
| 13 | #イヤフォンを越えて                        | 作詞作曲：Zactori                                                                                            | 2021年4月8日   | 2021年7月2日                     |
| 14 | 尾張の祭鯱                                 | 作詞作曲：Zactori                                                                                            | 2021年6月27日  | 2021年12月31日                   |
| 15 | ベガアルタイル                             | 作詞作曲編曲：Zactori                                                                                        | 2021年6月27日  | 2021年12月31日                   |
| 16 | 1CCHi_6TeKi                                | 作詞作曲：Zactori                                                                                            | 2021年10月30日 |                                  |
| 17 | Music is BORDERLESS!!                      | 作詞作曲：Zactori                                                                                            | 2021年11月13日 |                                  |
| 18 | 秒速ジェラシー                             | 作詞作曲：Zactori                                                                                            | 2021年12月24日 |                                  |
| 19 | 何億光年離れてたって                       | 作詞作曲：Zactori                                                                                            | 2022年1月6日   |                                  |
| 20 | 強がRe:START                               | - 作詞作曲：Zactori - 振付：Az+                                                                              | 2022年5月5日   |                                  |
| 21 | 未来トラベラー                             | 振付：Az+ | 2022年6月9日   |                                  |
| 22 | ドどんとパっ！                             | 振付：Az+ | 2022年7月10日  |                                  |
| 23 | ラッパーと過ごした2年間の日々              | - 女塾オールスターズのカバー曲 - 作詞作曲：八十島弘行（2700） - 編曲：宮川祐史 - piano：清野雄翔 - 振付：Az+ | 2022年7月10日  |                                  |
| 24 | ビビデラブラブ                             | - 作詞作曲：Zactori - 振付：Az+                                                                              | 2022年9月18日  |                                  |

## 出演
※太字は現在放送中。

### ラジオ
- ナリふり！ （2020年11月8日 - 、KBS京都ラジオ） - FreeK名古屋支部、大阪支部のメンバーが交代で出演[36]。

### テレビ
- ＃しゃにむにロック 〜型破りな女たち〜 （2021年1月28日 - 、中京テレビ）